# Choerophryne swanhildae
Choerophryne swanhildae es una especie de anfibios de la familia Microhylidae.

## Distribución geográfica
Es endémica de Papúa Nueva Guinea.